# Živa
Živa je v slovanski mitologiji boginja življenja. Predstavljali so jo v sedečem stanju, na glavi je po navadi imela okras, ki je spominjal na Sončeve žarke, bila je ogrnjena z lahkim plaščem, golih prsi in ramen. V levi roki je držala klasje žita, v desni pa nekakšno sadje podobno jabolku.
Po njej se imenuje asteroid 140 Živa (140 Siwa).